# CEDIA
Un inmunoensayo de donante de enzima clonado (CEDIA) es un inmunoensayo enzimático homogéneo competitivo. Este ensayo utiliza dos fragmentos de componentes de una enzima que son inactivos por separado. En las condiciones adecuadas, en solución, estos fragmentos pueden reagruparse espontáneamente para formar la enzima activa. Para su uso en ensayos bioquímicos, uno de los fragmentos de la enzima se une a un analito de interés. El conjugado analito-enzima-fragmento sigue siendo capaz de reagruparse con el otro fragmento enzimático para formar una enzima activa. Sin embargo, no puede hacerlo si el analito está unido a un anticuerpo.
Para determinar la cantidad de analito en una muestra, se debe añadir una alícuota de la muestra a una solución que contenga el conjugado enzima-fragmento-analito, el otro fragmento de enzima, el anticuerpo dirigido contra el analito y el sustrato para la reacción enzimática. La competencia por el anticuerpo se produce entre el analito de la muestra y el conjugado enzima-fragmento-analito. Las concentraciones elevadas de analito en la muestra hacen que una cantidad relativamente pequeña del conjugado enzima-fragmento-analito no pueda formar enzima activa y, por tanto, una actividad enzimática elevada. Por el contrario, concentraciones bajas de analito en la muestra conducen a una cantidad relativamente grande del conjugado enzima-fragmento-analito que impide la formación de enzimas activas y, por tanto, a una baja actividad enzimática.